# Caracara
Caracara es un género de aves de presa en la familia Falconidae, nativos de la mayor parte de América.

## Taxonomía
En la actualidad, se reconoce las siguientes especies:
- Caracara cheriway
- Caracara plancus
- †Caracara lutosa - extinto (en 1900 o 1903)

Se distingue también diferentes especies prehistóricas:
- †Caracara creightoni - prehistórico, posiblemente relacionado con C. latebrosus[2]
- †Caracara latebrosus - prehistórico[3]
- †Caracara tellustris - prehistórico[4]
- †Caracara major[5]

Las especies que se distinguen en la actualidad eran previamente consideradas conespecíficas y clasificadas dentro del género Polyborus.